# Shangri-La (canção)
"Shangri-La" foi o título da canção selecionada para representar a televisão pública neerlandesa (NOS), no Festival Eurovisão da Canção 1988, interpretada em neerlandês por Gerard Joling.
Foi a sétima canção a ser interpretada na noite do festival, depois da canção espanhola "La chica que yo quiero (Made in Spain)", interpretada pela banda La Década prodigiosa e antes da canção israelita "Ben Adam", interpretada por Yardena Arazi. No final, a canção neerlandesa terminou em nono lugar, tendo recebido um total de 70 pontos.

## Autores
- Letrista: Peter de Wijn
- Compositor: Peter de Wijn
- Orquestrador: Harry van Hoof

## Letra
A canção em si é uma balada dramática, com Joling descrevendo a sua procura por um Shangri-La da sua própria vida. Ele contrasta o seu desejo em viver feliz e rodeado de amor com a atitude de outros que exigem amor para sua felicidade, interessados apenas em bens materiais.  